# Fredric Schroeder
Fredric K. Schroeder (Lima, Perú, 1957) és un professor d'investigació estatunidenc d'origen peruà, que exercí com a president de la Unió Mundial de Cecs entre 2016 i 2021.

## Trajectòria professional
Schroeder ha exercit de professor d'investigació a la Universitat Estatal de San Diego treballant a l'àrea de Rehabilitació Professional. El 1994 fou escollit pel president dels Estats Units, Bill Clinton, per ocupar el càrrec de novè comissari de l'Administració de Serveis de Rehabilitació (RSA). Com a comissari de la RSA, el Dr. Schroeder va administrar un programa de 2.500 milions de dòlars que anualment ofereix serveis a més d'1 milió de persones amb discapacitat. El 2012 fou escollit vicepresident primer de la Unió Mundial de Cecs (WBU), i el 2016 president d'aquesta organització, càrrec que ocupà fins al 2021. Schroeder també havia ocupat el càrrec de vicepresident primer de la National Federation of the Blind (NFB), l'organització nacional de cecs més antiga i més gran dels Estats Units i líder mundial en la defensa dels drets de les persones cegues.

## Vida personal
Fredric K. Schroeder va néixer a Lima, però va ser adoptat i va créixer als Estats Units. Amb 16 anys va perdre la visió. Va néixer i el van cridar com a Federico Pedro Wilham Gonzalo Kaufman Cermeño. Després de ser adoptat va passar a ser nomenat Fredric K. Schroeder. Una doctora i professora en una universitat als Estats Units el va adoptar a ell i al seu germà, que tenia set anys. De Lima es traslladà a Albuquerque. Tot amb l'anuència dels pares biològics, que no podien mantenir-los i educar-los, a causa de la seva precària situació econòmica. Als 7 anys va començar a perdre la visió. Nou anys després, la va perdre totalment. La raó va ser una severa reacció al·lèrgica. La depressió el va envair, i va pensar que ja no podria estudiar ni treballar, i que sempre dependria d'altres persones. Però la realitat no va ser aquesta.